# Tirex Petrol
ÎM Tirex Petrol SA este o companie petrolieră din Republica Moldova, aceasta dispune de o rețea de stații de alimentare cu combustibil. În prezent (2014) Tirex Petrol deține 101 de stații de alimentare, din care 18 în Chișinău. Activitățile companiei variază de la vânzarea produselor petroliere și până la gestionarea magazinelor din cadrul stațiilor.

## Produse
- Premium 98
- A 95
- A 92
- Motorină
- Gaz lichefiat (GPL)
- Ulei M10-G2